# Mala ulješura
Mala ulješura (lat. Kogia sima) najmanja je vrsta ulješure. Naseljava tropska i suptropska mora širom svijeta, obično bliže obali. Može roniti do dubine od 300 metara, što je tek 1/4 dubine zarona obične ulješure.

## Izgled
Mala ulješura može narasti do 2.7 metara u dužinu, te ima masu od 135 do 270 kg.
Poput svih kitova zubana, u čeljusti ima zube umjesto usi. I to 7-13 pari u donjoj čeljusti i 3 para u gornjoj.
S gornje je strane plavosive boje koja s donje strane prelazi u bijelu. Iza očiju ima svijetlu polumjesečastu mrlju koja podsjeća na škržni otvor kao u riba.

## Ponašanje i razmnožavanje
Male ulješure žive pojedinačno ili (ponekad) u skupinama s manje od 10 životinja, a potencijalne napadače tjeraju ispuštajući izmet.
Razmnožavanje malih ulješura je još uvijek nedovoljno poznato, no pretpostavlja se da trudnoća traje 9-11 mjeseci te da se koti jedan mladunac dužine do 1 metra i to najčešće ujesen.

## Ugroženost
Mala ulješura je u povijesti bila česta meta kitolovaca, a i danas ju usprkos zabranama ponekad love japanski kitolovci.
Također, jer se često zadržava uz obalu u opasnosti je od onečišćenja mora te antropogenih zvukova.
Česti su i slučajevi nasukavanja, primjerice na Tajvanu 2005. godine.